# Всехсвятская башня
Всехсвятская башня Белого города — башня, предмостное укрепление, находившаяся на левобережной стороне Всехсвятского каменного моста, которая, как и мост, получила название от церкви Всех Святых. К Всехсвятской башне примыкала стена Белого города. Через башню пролегал путь из Белого города в Замоскворечье. Проезд проходил через расположенные в основании башни Всехсвятские ворота.

## История
В башне в XVI веке жил московский юродивый Василий Блаженный. После возведения ворот образовывалась площадь от внешней стороны стены.

## Описание
Всехсвятская башня была выложена из такого же камня, что и остальная часть стены Белого города. Башня была увенчана зубцами, имела бойницы. На некоторых планах Москвы XVI—XVII веков ворота изображены увенчанными двумя шатрами.